# Protocythere
Protocythere is een geslacht van uitgestorven kreeftachtigen uit de klasse van de Ostracoda (mosselkreeftjes).

## Soorten
- Protocythere (Kempercythere) divergens  (Kemper, 1975) Gruendel, 1978 †
- Protocythere (Kempercythere) nodigera (Triebel, 1941) Gruendel, 1978 †
- Protocythere (Valendocythere) moraviae Pokorny, 1973 †
- Protocythere (Valendocythere) obsoleta Pokorny, 1973 †
- Protocythere (Valendocythere) propria (Sharapova, 1939) Pokorny, 1973 †
- Protocythere (Valendocythere) pseudopropria (Bartenstein & Burri, 1959) Pokorny, 1973 †
- Protocythere aibugirensis Masumov, 1973 †
- Protocythere albae Damotte & Grosdidier, 1963 †
- Protocythere alexanderi Howe & Laurencich, 1958 †
- Protocythere algeriana Damotte, 1984 †
- Protocythere auriculata (Cornuel, 1846) Triebel, 1938 †
- Protocythere azraqaensis Basha, 1985 †
- Protocythere barremica Kuznetsova, 1961 †
- Protocythere bedoulensis Moullade, 1963 †
- Protocythere bisulcata (Sharapova, 1939) Luebimova, 1955 †
- Protocythere cavernosa Luebimova, 1955 †
- Protocythere chalilovi Kuznetsova, 1961 †
- Protocythere clivosa Khabarova, 1955 †
- Protocythere cornulateralis Luebimova, 1955 †
- Protocythere edita Masumov, 1973 †
- Protocythere electa Luebimova, 1965 †
- Protocythere emslandensis (Bartenstein & Burri, 1955) Oertli, 1966 †
- Protocythere eximia (Sharapova, 1939) Luebimova, 1955 †
- Protocythere fallax Kolpenskaya, 1993 †
- Protocythere fistulosa Luebimova, 1955 †
- Protocythere furssenkoi Luebimova, 1955 †
- Protocythere galileensis Rosenfeld & Raab, 1984 †
- Protocythere gondranensis Donze, 1964 †
- Protocythere grekoffi Baynova & Talev, 1964 †
- Protocythere hannoverana Bartenstein & Brand, 1959 †
- Protocythere hollandi Donze, 1975 †
- Protocythere incommoda Luebimova, 1965 †
- Protocythere inedita Masumov, 1973 †
- Protocythere inornata Kaye, 1964 †
- Protocythere intacta Luebimova, 1965 †
- Protocythere iriebeli Deroo, 1957 †
- Protocythere iriternato Masumov, 1973 †
- Protocythere jaffaensis Rosenfeld & Raab, 1984 †
- Protocythere jonesi Triebel, 1938 †
- Protocythere juncta Luebimova, 1955 †
- Protocythere kinasaensis Okosun, 1992 †
- Protocythere kremenecensis Luebimova, 1956 †
- Protocythere laculata Luebimova, 1965 †
- Protocythere lacunosa Luebimova, 1965 †
- Protocythere levae Kolpenskaya, 1993 †
- Protocythere lewinskii Kubiatowicz, 1976 †
- Protocythere limata Luebimova, 1955 †
- Protocythere lineata (Chapman & Sherborn, 1893) Howe & Laurencich, 1958 †
- Protocythere lineata (Chapman & Sherborn, 1893) Kaye, 1964 †
- Protocythere loca Luebimova, 1965 †
- Protocythere maillardi Donze, 1975 †
- Protocythere mazenoti Donze, 1973 †
- Protocythere nitida Luebimova, 1955 †
- Protocythere oertlii Moullade, 1963 †
- Protocythere ovalis Masumov, 1973 †
- Protocythere palmera Kuznetsova, 1961 †
- Protocythere paquieri Donze, 1967 †
- Protocythere praetriplicata Bartenstein & Brand, 1959 †
- Protocythere pseudonodigera Kemper, 1982 †
- Protocythere pseudopropria Bartenstein & Brand, 1959 †
- Protocythere pyriforma Peterson, 1954 †
- Protocythere quadricarinata Swain & Peterson, 1952 †
- Protocythere rara Kuznetsova, 1961 †
- Protocythere recta Kuznetsova, 1961 †
- Protocythere revili Donze, 1975 †
- Protocythere rostrata Baynova, 1965 †
- Protocythere rudispinata (Chapman & Sherborn, 1893) Kaye, 1964 †
- Protocythere rugosa (Cornuel, 1846) Stchepinsky, 1955 †
- Protocythere ruidireticulata Zhang (li), 1982 †
- Protocythere siddiquii Weaver, 1982 †
- Protocythere stratonidis Baynova, 1965 †
- Protocythere strigata Khabarova, 1955 †
- Protocythere sztejnae Kubiatowicz, 1983 †
- Protocythere tazemmourtensis Andreu-bousset, 1991 †
- Protocythere tomulosa Masumov, 1973 †
- Protocythere triplicata (Roemer, 1841) Triebel, 1938 †
- Protocythere undulata Masumov, 1973 †
- Protocythere verdonensis Donze, 1973 †
- Protocythere verrucifera Luebimova, 1955 †
- Protocythere vitalinae Masumov, 1973 †
- Protocythere voehrumensis Kemper, 1975 †
- Protocythere vonvalensis Kubiatowicz, 1976 †
- Protocythere wiadernoensis Kubiatowicz, 1983 †
- Protocythere yunshanensis Zhang & Li, 1981 †